# Dr. med. Mord
Dr. med. Mord ist ein Fernsehfilm von Regisseur Christian Görlitz, gedreht im Jahr 1998 in Deutschland. Er ist Günter Stracks letzter Film und schließt die Fernsehserie Der König ab.

## Handlung
Der pensionierte Kommissar König (Günter Strack) untersucht den Mord an einer dunkelhäutigen Verkäuferin (Radost Bokel) einer Boutique für exklusive Damenunterwäsche. Anfangs deutet alles auf eine ausländerfeindliche Tat, aber dann verschwindet die Besitzerin der Boutique (Julia Stemberger). Ihr Mann Dr. Laurenz Bergner (Michael Degen), der sie mit einem Wäschevertreter erwischt hat, versteckt sie und versucht durch den Mord das Geheimnis zu wahren.

## Kritik
TV Spielfilm zieht nur ein mittelmäßiges Resümee als Krimi von oberfränkischer Behäbigkeit.